# Blumhouse Productions
Blumhouse Productions (también conocida como BH Productions o simplemente BH) es un estudio cinematográfico de cine y televisión estadounidense, fundado por Jason Blum y Amy Israel. Blumhouse es conocido principalmente por producir películas de terror, tales como Paranormal Activity, Insidious, The Purge, Sinister,  The Gallows, Split, Get Out, Happy Death Day, Upgrade, Halloween, Us, The Invisible Man, Freaky, The Black Phone, M3GAN, Five Nights at Freddy's y Speak No Evil. La productora ha sido tres veces nominada al Óscar a la mejor película, por producir Whiplash en 2014, Get Out en 2017 y BlacKkKlansman en 2018, por lo cual Jason Blum fue nominado para dicho premio. La compañía actualmente tiene un contrato de 10 años con Universal Pictures.

## Descripción general
El modelo de Blumhouse es producir películas con un presupuesto reducido, dar a los directores libertad creativa y distribuir películas ampliamente a través del sistema de estudios. Blumhouse se conocía originalmente como Blum Israel Productions, y Amy Israel tenía un acuerdo de primera vista con Miramax cuando se fundó la empresa. En 2002, Blum e Israel se separaron y la compañía se convirtió en Blumhouse Productions. En 2015, Jack Davis y Eli Roth crearon Crypt TV, que cuenta con el respaldo de Blum y la compañía.
Según varias historias, el modelo de la compañía es producir películas independientemente y lanzarlas a través del sistema del estudio. Blumhouse tiene un contrato con Universal Pictures. El modelo de bajo presupuesto de Blumhouse comenzó en 2007 con Paranormal Activity, que se hizo por $15.000. La película fue lanzada por Paramount Pictures y recaudó más de $193 millones en todo el mundo. Blumhouse produjo Insidious, que recaudó más de $100 millones en todo el mundo con un presupuesto de $1.5 millones, y Sinister, que recaudó más de $87 millones en todo el mundo con un presupuesto de $3 millones. Blumhouse y Eli Roth tienen una red digital llamada Crypt TV donde lanzan cortos de terror y otros contenidos en medios de comunicación social. En mayo de 2016, Blumhouse.com anunció un pódcast titulado Shock Waves con los anfitriones Rob Galluzzo, Ryan Turek, Rebekah McKendry y Elric Kane.
Blumhouse ha trabajado con directores como Leigh Whannell, Jordan Peele, Scott Derrickson, Christopher Landon, James Wan, Mike Flanagan, James DeMonaco, Jeff Wadlow, Damien Chazelle y M. Night Shyamalan. Las películas de Blumhouse incluyen su primera película para Universal Pictures –The Purge, protagonizada por Ethan Hawke– que se estrenó el 7 de junio de 2013, Insidious: Chapter 2, que fue lanzado el 13 de septiembre de 2013 y Paranormal Activity: The Marked Ones, que fue lanzado el 3 de enero de 2014. Las películas que la compañía produjo en 2014 incluyen Stretch, que fue lanzado el 7 de octubre, The Purge: Anarchy, que fue lanzado el 18 de julio, Jessabelle por Lionsgate, que fue lanzado el 7 de noviembre, y Whiplash, que fue lanzado el 10 de octubre de 2014. Blumhouse también produjo The Boy Next Door, que fue lanzado el 23 de enero de 2015. En 2016, Blumhouse produjo Hush, The Purge: Election Year, In a Valley of Violence y Ouija: El origen del mal. En 2017, Blumhouse lanzó Split, Get Out y Sleight. En 2018, Blumhouse lanzó a los cines Insidious: The Last Key, cuarta entrega de la saga Insidious; la nueva propuesta del director de Kick-Ass 2, Jeff Wadlow, titulada Verdad o reto; la película familiar original de Netflix, Benji, la cual es un remake de la cinta del mismo nombre; en julio se estrena The First Purge, cuarta entrega de la franquicia y en octubre se lanzó Halloween, secuela directa del clásico de terror del mismo nombre y que cuenta con su creador original, John Carpenter, como productor ejecutivo y compositor. En 2019, Blumhouse ha lanzado Glass, la secuela de Split de 2017 y Unbreakable de 2000; y Feliz día de tu muerte 2, secuela de la exitosa película de 2017. Algunos de los estrenos que Blumhouse planea lanzar en un futuro son: una secuela de Halloween (2018), el reboot cinematográfico de Spawn, la adaptación del videojuego independiente Five Nights at Freddy's; y la que será la primera película animada del estudio, Spooky Jack. Además, Jason Blum ha declarado estar interesado en adquirir los derechos de franquicias conocidas como Friday the 13th, Hellraiser y Scream.
Por el lado de la televisión, Blumhouse tiene un acuerdo con Lionsgate, y la compañía produjo la serie de corta duración, Stranded, para Syfy y produjo The River para ABC. En 2012, Blumhouse abrió el Blumhouse of Horrors, una experiencia interactiva de la casa embrujada en el Downtown Los Angeles. En 2018, Blumhouse Television junto a Platinum Dunes producen y lanzan The Purge, una serie basada en la serie de películas del mismo nombre que es emitida a través de USA Network.

## BH Tilt
El 9 de septiembre de 2014, Blumhouse estableció BH Tilt, dedicada a generar películas de Blumhouse y otros cineastas para la liberación de múltiples plataformas. Las liberaciones de BH Tilt son The Green Inferno, The Darkness, Incarnate, The Resurrection of Gavin Stone, The Belko Experiment, Sleight, Lowriders, Birth of the Dragon y Delirium.

## Blumhouse Productions

### Años 2000
| Lanzamiento              | Título                 | Director           | Distribución                           | Coproducida por                                             |
| ------------------------ | ---------------------- | ------------------ | -------------------------------------- | ----------------------------------------------------------- |
| 21 de agosto de 2002     | Hysterical Blindness   | Mira Nair          | HBO Films                              |                                                             |
| 20 de noviembre de 2006  | Griffin & Phoenix      | Ed Stone           | Metro-Goldwyn-Mayer                    | Gold Circle Films Sidney Kimmel Entertainment The Orphanage |
| 13 de junio de 2007      | The Fever              | Carlo Gabriel Nero | HBO Films                              |                                                             |
| 31 de julio de 2007      | The Darwin Awards      | Finn Taylor        | Metro-Goldwyn-Mayer Icon Entertainment | WOW Films Tavistock Pictures                                |
| 2 de mayo de 2008        | Graduation             | Mike Mayer         | Truly Indie                            | Blueline Films Hanson Film Group Tavistock Pictures         |
| 25 de septiembre de 2009 | Paranormal Activity    | Oren Peli          | Paramount Pictures DreamWorks Pictures |                                                             |
| 10 de noviembre de 2009  | The Accidental Husband | Griffin Dunne      | Yari Film Group                        |                                                             |

### Años 2010
| Lanzamiento              | Título                                   | Director                      | Distribución                                 | Coproducida por                                                                                                   |
| ------------------------ | ---------------------------------------- | ----------------------------- | -------------------------------------------- | --- |
| 22 de enero de 2010      | Tooth Fairy                              | Michael Lembeck               | 20th Century Fox                             | Walden Media Mayhem Pictures Dune Entertainment                                                                   |
| 22 de octubre de 2010    | Paranormal Activity 2                    | Tod Williams                  | Paramount Pictures                           | |
| 1 de abril de 2011       | Insidious                                | James Wan                     | FilmDistrict Sony Pictures Releasing         | Stage 6 Films Alliance Films IM Global                                                                            |
| 21 de octubre de 2011    | Paranormal Activity 3                    | Henry Joost Ariel Schulman    | Paramount Pictures                           | |
| 3 de agosto de 2012      | The Babymakers                           | Jay Chandrasekhar             | Millennium Entertainment                     | Duck Attack Films Alliance Films Automatik IM Global                                                              |
| 29 de agosto de 2012     | Lawless                                  | John Hillcoat                 | The Weinstein Company                        | Annapurna Pictures Red Wagon Entertainment Revolt Films Benaroya Pictures FilmNation Entertainment                |
| 12 de octubre de 2012    | Sinister                                 | Scott Derrickson              | Summit Entertainment                         | Alliance Films Automatik IM Global                                                                                |
| 19 de octubre de 2012    | Paranormal Activity 4                    | Henry Joost Ariel Schulman    | Paramount Pictures                           | |
| 2 de noviembre de 2012   | The Bay                                  | Barry Levinson                | Roadside Attractions Lionsgate               | Alliance Films IM Global Hydraulx Entertainment Automatik                                                         |
| 22 de febrero de 2013    | Dark Skies                               | Scott Stewart                 | Dimension Films                              | Alliance Films |
| 19 de abril de 2013      | The Lords of Salem                       | Rob Zombie                    | Anchor Bay Films                             | IM Global |
| 7 de junio de 2013       | The Purge                                | James DeMonaco                | Universal Pictures                           | Platinum Dunes Why Not Productions                                                                                |
| 13 de septiembre de 2013 | Insidious: Chapter 2                     | James Wan                     | FilmDistrict Sony Pictures Releasing         | Entertainment One Stage 6 Films                                                                                   |
| 13 de septiembre de 2013 | Plush                                    | Catherine Hardwicke           | Millennium Entertainment                     | IM Global |
| 26 de diciembre de 2013  | Best Night Ever                          | Jason Friedberg Aaron Seltzer | Magnolia Pictures                            | The Safran Company 3 in The Box                                                                                   |
| 3 de enero de 2014       | Paranormal Activity: The Marked Ones     | Christopher Landon            | Paramount Pictures                           | |
| 11 de abril de 2014      | Oculus                                   | Mike Flanagan                 | Relativity Media                             | WWE Studios Intrepid Pictures MICA Entertainment                                                                  |
| 18 de abril de 2014      | 13 Sins                                  | Daniel Stamm                  | RADiUS-TWC                                   | Dimension Films Automatik Little Magic Films                                                                      |
| 9 de mayo de 2014        | Not Safe for Work                        | Joe Johnston                  | Universal Pictures                           | |
| 25 de mayo de 2014       | The Normal Heart                         | Ryan Murphy                   | HBO Films                                    | Plan B Entertainment 20th Century Fox Television Ryan Murphy Productions                                          |
| 18 de julio de 2014      | The Purge: Anarchy                       | James DeMonaco                | Universal Pictures                           | Platinum Dunes Why Not Productions                                                                                |
| 7 de octubre de 2014     | Mockingbird                              | Bryan Bertino                 | Universal Pictures                           | Marc Platt Productions                                                                                            |
| 7 de octubre de 2014     | Mercy                                    | Peter Cornwell                | Universal Pictures                           | Wonderland Sound and Vision                                                                                       |
| 10 de octubre de 2014    | Whiplash                                 | Damien Chazelle               | Sony Pictures Releasing Stage 6 Films        | Bold Films Right of Way Films                                                                                     |
| 14 de octubre de 2014    | Stretch                                  | Joe Carnahan                  | Universal Pictures                           | IM Global |
| 16 de octubre de 2014    | The Town That Dreaded Sundown            | Alfonso Gomez-Rejon           | Orion Pictures                               | Ryan Murphy Productions                                                                                           |
| 24 de octubre de 2014    | Ouija                                    | Stiles White                  | Universal Pictures                           | Platinum Dunes Hasbro Studios                                                                                     |
| 7 de noviembre de 2014   | Jessabelle                               | Kevin Greutert                | Lionsgate                                    | |
| 23 de enero de 2015      | The Boy Next Door                        | Rob Cohen                     | Universal Pictures                           | Smart Entertainment Nuyorican Productions                                                                         |
| 27 de febrero de 2015    | The Lazarus Effect                       | David Gelb                    | Relativity Media                             | Mosaic Media Group                                                                                                |
| 17 de abril de 2015      | Unfriended                               | Levan Gabriadze               | Universal Pictures                           | Bazelevs Company                                                                                                  |
| 15 de mayo de 2015       | Area 51                                  | Oren Peli                     | Insurge Pictures                             | IM Global Incentive Filmed Entertainment Solana Films Room 101                                                    |
| 5 de junio de 2015       | Insidious: Chapter 3                     | Leigh Whannell                | Focus Features Gramercy Pictures             | Entertainment One Stage 6 Films                                                                                   |
| 23 de junio de 2015      | Creep                                    | Patrick Brice                 | The Orchard                                  | Duplass Brothers Productions                                                                                      |
| 2 de julio de 2015       | Exeter                                   | Marcus Nispel                 | Viva Pictures                                | GO Productions Vicarious Entertainment                                                                            |
| 10 de julio de 2015      | The Gallows                              | Chris Lofing Travis Cluff     | Warner Bros. Pictures                        | New Line Cinema Entertainment 360 Tremendum Pictures                                                              |
| 7 de agosto de 2015      | The Gift                                 | Joel Edgerton                 | STX Entertainment                            | H. Brothers Blue-Tongue Films Ahimsa Films                                                                        |
| 21 de agosto de 2015     | Sinister 2                               | Ciarán Foy                    | Gramercy Pictures Focus Features             | IM Global Automatik Alliance Films Entertainment One                                                              |
| 11 de septiembre de 2015 | The Visit                                | M. Night Shyamalan            | Universal Pictures                           | Blinding Edge Pictures                                                                                            |
| 25 de septiembre de 2015 | The Green Inferno                        | Eli Roth                      | BH Tilt High Top Releasing                   | Worldview Entertainment Open Road Pictures Dragonfly Entertainment Sobras International Pictures                  |
| 23 de octubre de 2015    | Paranormal Activity: The Ghost Dimension | Gregory Ploktin               | Paramount Pictures                           | |
| 23 de octubre de 2015    | Jem and the Holograms                    | Jon M. Chu                    | Universal Pictures                           | Allspark Pictures Chu Studios SB Projects                                                                         |
| 19 de enero de 2016      | Visions                                  | Kevin Greutert                | Universal Pictures                           | Chapter One Films                                                                                                 |
| 19 de enero de 2016      | Curve                                    | Iain Softley                  | Universal Pictures                           | Ombra Films LBI Entertainment                                                                                     |
| 19 de enero de 2016      | The Veil                                 | Phil Joaneu                   | Universal Pictures                           | |
| 22 de enero de 2016      | Martyrs                                  | Kevin Goetz Michael Goetz     | Anchor Bay Films                             | The Safran Company Wild Bunch                                                                                     |
| 8 de abril de 2016       | Hush                                     | Mike Flanagan                 | Netflix                                      | Intrepid Pictures                                                                                                 |
| 13 de mayo de 2016       | The Darkness                             | Greg McLean                   | BH Tilt High Top Releasing                   | Chapter One Films EMU Creek Pictures                                                                              |
| 1 de julio de 2016       | The Purge: Election Year                 | James DeMonaco                | Universal Pictures                           | Platinum Dunes Man in a Tree Productions                                                                          |
| 29 de julio de 2016      | Viral                                    | Henry Joost Ariel Schulman    | Radius-TWC Dimension Films                   | Dimension Films IM Global Busted Shark Productions                                                                |
| 21 de octubre de 2016    | In a Valley of Violence                  | Ti West                       | Focus World                                  | |
| 21 de octubre de 2016    | Ouija: Origin of Evil                    | Mike Flanagan                 | Universal Pictures                           | Hasbro Studios Allspark Pictures Platinum Dunes                                                                   |
| 2 de diciembre de 2016   | Incarnate                                | Brad Peyton                   | BH Tilt High Top Releasing                   | IM Global WWE Studios Deep Underground Films                                                                      |
| 20 de enero de 2017      | Split                                    | M. Night Shyamalan            | Universal Pictures                           | Blinding Edge Pictures                                                                                            |
| 20 de enero de 2017      | The Resurrection of Gavin Stone          | Dallas Jenkins                | BH Tilt WWE Studios                          | Vertical Church Films Power in Faith Walden Media                                                                 |
| 24 de febrero de 2017    | Get Out                                  | Jordan Peele                  | Universal Pictures                           | QC Entertainment Monkeypaw Productions                                                                            |
| 17 de marzo de 2017      | The Belko Experiment                     | Greg McLean                   | BH Tilt Orion Pictures High Top Releasing    | Troll Court Entertainment The Safran Company                                                                      |
| 28 de abril de 2017      | Sleight                                  | J.D. Dillard                  | BH Tilt WWE Studios High Top Releasing       | Diablo Entertainment                                                                                              |
| 12 de mayo de 2017       | Lowriders                                | Ricardo de Montreuil          | BH Tilt OTL Releasing                        | Brian Grazer Productions Imagine Entertainment Telemundo                                                          |
| 25 de agosto de 2017     | Birth of the Dragon                      | George Nolfi                  | BH Tilt OTL Releasing                        | WWE Studios Groundswell Productions Kylin Pictures Anomaly Entertainment                                          |
| 13 de octubre de 2017    | Happy Death Day                          | Christopher Landon            | Universal Pictures                           | |
| 24 de octubre de 2017    | Creep 2                                  | Patrick Brice                 | The Orchard Netflix                          | Duplass Brothers Productions                                                                                      |
| 28 de octubre de 2017    | Amityville: The Awakening                | Franck Khalfoun               | Radius-TWC Dimension Films                   | Panic Ventures Baron Films                                                                                        |
| 31 de octubre de 2017    | Like. Share. Follow.                     | Glenn Gers                    | Cinemax                                      | Divide/Conquer Gunpowder & Sky Seer Capital                                                                       |
| 31 de octubre de 2017    | Totem                                    | Marcel Sarmiento              | Cinemax                                      | Divide/Conquer Gunpowder & Sky Seer Capital                                                                       |
| 5 de enero de 2018       | Insidious: The Last Key                  | Adam Robitel                  | Universal Pictures                           | Stage 6 Films |
| 16 de marzo de 2018      | Benji                                    | Brandon Camp                  | Netflix                                      | Camp Brand Meridian Entertainment Symbolic Exchange                                                               |
| 13 de abril de 2018      | Truth or Dare                            | Jeff Wadlow                   | Universal Pictures                           | |
| 17 de abril de 2018      | Stephanie                                | Akiva Goldsman                | Universal Pictures                           | Gotham Group |
| 4 de mayo de 2018        | Family Blood                             | Sonny Mahli                   | Netflix                                      | Divide/Conquer Gunpowder & Sky Seer Capital                                                                       |
| 22 de mayo de 2018       | Delirium                                 | Dennis Illadis                | Universal Pictures                           | Appian Way Productions GK Films                                                                                   |
| 1 de junio de 2018       | Upgrade                                  | Leigh Whannell                | BH Tilt OTL Releasing                        | Goalpost Pictures Nervous Tick Productions Film Victoria Automatik                                                |
| 4 de julio de 2018       | The First Purge                          | Gerard McMurray               | Universal Pictures                           | Perfect World Pictures Platinum Dunes Man in a Tree Productions                                                   |
| 20 de julio de 2018      | Unfriended: Dark Web                     | Stephen Susco                 | BH Tilt OTL Releasing                        | Bazelevs Company                                                                                                  |
| 24 de julio de 2018      | The Keeping Hours                        | Karen Moncrieff               | Universal Pictures                           | |
| 10 de agosto de 2018     | BlacKkKlansman                           | Spike Lee                     | Focus Features                               | Monkeypaw Productions QC Entertainment Legendary Entertainment Perfect World Pictures 40 Acres & A Mule Filmworks |
| 5 de octubre de 2018     | Seven in Heaven                          | Chris Eigeman                 | Universal Pictures                           | |
| 19 de octubre de 2018    | Halloween                                | David Gordon Green            | Universal Pictures                           | Miramax Rough House Pictures Trancas International Pictures                                                       |
| 16 de noviembre de 2018  | Cam                                      | Daniel Goldhaber              | Netflix                                      | Gunpowder & Sky Divide/Conquer Seer Capital                                                                       |
| 18 de enero de 2019      | Glass                                    | M. Night Shyamalan            | Universal Pictures Buena Vista International | Blinding Edge Pictures Perfect World Pictures                                                                     |
| 13 de febrero de 2019    | Happy Death Day 2U                       | Christopher Landon            | Universal Pictures                           | |
| 22 de marzo de 2019      | Us                                       | Jordan Peele                  | Universal Pictures                           | Monkeypaw Productions Perfect World Pictures                                                                      |
| 31 de marzo de 2019      | Mercy Black                              | Owen Egerton                  | Netflix                                      | Meridian Entertainment Symbolic Exchange Divide/Conquer                                                           |
| 12 de abril de 2019      | Stockholm                                | Robert Budreau                | Smith Global Media                           | Darius Films JoBro Productions Lumanity Productions                                                               |
| 14 de abril de 2019      | Thriller                                 | Dallas Jackson                | Netflix                                      | Meridian Entertainment Divide/Conquer Symbolic Exchange DJ Classicz                                               |
| 31 de mayo de 2019       | Ma                                       | Tate Taylor                   | Universal Pictures                           | Wyolah Films |
| 30 de agosto de 2019     | Don't Let Go                             | Jacob Aaron Estes             | BH Tilt OTL Releasing                        | Briarcliff Entertainment                                                                                          |
| 20 de septiembre de 2019 | Bloodline                                | Henry Jacobson                | Momentum Pictures                            | Divide/Conquer Meridian Entertainment Symbolic Exchange                                                           |
| 27 de septiembre de 2019 | Prey                                     | Franck Khalfoun               | Cinedigm                                     | Tremendum Pictures Hyde Park Entertainment Image Nation                                                           |
| 22 de octubre de 2019    | Sweetheart                               | J.D. Dillard                  | Universal Pictures                           | |
| 25 de octubre de 2019    | The Gallows: Act II                      | Chris Lofing Travis Cluff     | Lionsgate                                    | Entertainment 360 Tremendum Pictures                                                                              |
| 1 de noviembre de 2019   | Adopt a Highway                          | Logan Marshall-Green          | RLJE Films                                   | Divide/Conquer Under the Influence Productions                                                                    |
| 13 de diciembre de 2019  | Black Christmas                          | Sophia Takal                  | Universal Pictures                           | Divide/Conquer |

### Años 2020
| Lanzamiento              | Título                                    | Director                           | Distribución                 | Coproducida por                                                                             |
| ------------------------ | ----------------------------------------- | ---------------------------------- | ---------------------------- | ------------------------------------------------------------------------------------------- |
| 14 de febrero de 2020    | Fantasy Island                            | Jeff Wadlow                        | Sony Pictures Releasing      | Columbia Pictures                                                                           |
| 28 de febrero de 2020    | The Invisible Man                         | Leigh Whannell                     | Universal Pictures           | Goalpost Pictures Nervous Tick Productions                                                  |
| 13 de marzo de 2020      | The Hunt                                  | Craig Zobel                        | Universal Pictures           | White Rabbit Productions                                                                    |
| 18 de junio de 2020      | You Should Have Left                      | David Koepp                        | Universal Pictures           |                                                                                             |
| 6 de octubre de 2020     | The Lie                                   | Veena Sud                          | Amazon Studios               | Mad Dog Films Bitter Boy Productions                                                        |
| 6 de octubre de 2020     | Black Box                                 | Emmanuel Osei-Kuffour Jr.          | Amazon Studios               | Black Bar Mitzvah                                                                           |
| 13 de octubre de 2020    | Evil Eye                                  | Elan Dassani Rajeev Dassani        | Amazon Studios               | Purple Pebble Pictures                                                                      |
| 13 de octubre de 2020    | Nocturne                                  | Zu Quirke                          | Amazon Studios               |                                                                                             |
| 28 de octubre de 2020    | The Craft: Legacy                         | Zoe Lister-Jones                   | Sony Pictures Releasing      | Columbia Pictures Red Wagon Entertainment                                                   |
| 13 de noviembre de 2020  | Freaky                                    | Christopher Landon                 | Universal Pictures           | Divide/Conquer                                                                              |
| 26 de febrero de 2021    | The Vigil                                 | Keith Thomas                       | IFC Midnight                 | BoulderLight Pictures Angry Adam Productions                                                |
| 2 de julio de 2021       | The Forever Purge                         | Everardo Gout                      | Universal Pictures           | Platinum Dunes Perfect World Pictures Man in a Tree Productions                             |
| 17 de septiembre de 2021 | This is the Night                         | James DeMonaco                     | Universal Pictures           | Man in a Tree Productions                                                                   |
| 1 de octubre de 2021     | Bingo Hell                                | Gigi Saul Guerrero                 | Amazon Studios               | Luchogore Productions                                                                       |
| 1 de octubre de 2021     | Black as Night                            | Mariette Lee Go                    | Amazon Studios               |                                                                                             |
| 8 de octubre de 2021     | Madres                                    | Ryan Zaragoza                      | Amazon Studios               |                                                                                             |
| 8 de octubre de 2021     | The Manor                                 | Axelle Carolyn                     | Amazon Studios               |                                                                                             |
| 15 de octubre de 2021    | Halloween Kills                           | David Gordon Green                 | Universal Pictures           | Miramax Rough House Pictures Trancas International Pictures                                 |
| 29 de octubre de 2021    | Paranormal Activity: Next of Kin          | William Eubank                     | Paramount+                   | Paramount Players Solana Films Room 101, Inc.                                               |
| 5 de noviembre de 2021   | The Deep House                            | Julien Maury Alexandre Bustillo    | Paramount Home Entertainment | Logical Pictures Umédia Apollo Films Forexast Pictures                                      |
| 19 de noviembre de 2021  | A House on the Bayou                      | Alex McAulay                       | Paramount Home Entertainment |                                                                                             |
| 10 de diciembre de 2021  | Hurt                                      | Sonny Mallhi                       | Gravitas Ventures            | Shotgun Shack Productions Ten Thirty One Productions Eggplant Pictures Zed.Film Productions |
| 10 de diciembre de 2021  | American Refugee                          | Ali LeRoi                          | Paramount Home Entertainment | Epix                                                                                        |
| 13 de mayo de 2022       | Firestarter                               | Keith Thomas                       | Universal Pictures           | Weed Road Pictures BoulderLight Pictures Angry Adam Productions                             |
| 20 de mayo de 2022       | Torn Hearts                               | Brea Grant                         | Paramount Home Entertainment | Epix                                                                                        |
| 3 de junio de 2022       | Dashcam                                   | Rob Savage                         | Momentum Pictures            | Shadowhouse Films BOO-URNS                                                                  |
| 3 de junio de 2022       | Unhuman                                   | Marcus Dunstan                     | Paramount Home Entertainment | Epix                                                                                        |
| 24 de junio de 2022      | The Black Phone                           | Scott Derrickson                   | Universal Pictures           | Crooked Highway                                                                             |
| 29 de julio de 2022      | Vengeance                                 | B. J. Novak                        | Focus Features               | Divide/Conquer                                                                              |
| 5 de agosto de 2022      | They/Them                                 | John Logan                         | Peacock                      |                                                                                             |
| 5 de octubre de 2022     | Mr. Harrigan's Phone                      | John Lee Hancock                   | Netflix                      | Ryan Murphy Productions                                                                     |
| 7 de octubre de 2022     | The Visitor                               | Justin P. Lange                    | Paramount Home Entertainment | Divide/Conquer Bradley Pilz Productions                                                     |
| 14 de octubre de 2022    | Halloween Ends                            | David Gordon Green                 | Universal Pictures           | Universal Pictures Miramax Rough House Pictures Trancas International Pictures              |
| 28 de octubre de 2022    | Run Sweetheart Run                        | Shana Feste                        | Amazon Studios               | Quiet Girl Productions Automatik Entertainment Gamechanger Films                            |
| 4 de noviembre de 2022   | Soft & Quiet                              | Beth de Araújo                     | Momentum Pictures            | Second Grade Teacher Productions                                                            |
| 23 de noviembre de 2022  | Nanny                                     | Nikyatu Jusu                       | Amazon Studios               | Stay Gold Features Mouth of a Shark Topic Studios LinLay Productions                        |
| 6 de enero de 2023       | M3GAN                                     | Gerard Johnstone                   | Universal Pictures           | Atomic Monster Productions Divide/Conquer                                                   |
| 13 de enero de 2023      | Sick                                      | John Hyams                         | Peacock                      | Miramax Outerbanks Entertainment                                                            |
| 17 de enero de 2023      | There's Something Wrong with the Children | Roxanne Benjamin                   | Paramount Home Entertainment | MGM+                                                                                        |
| 7 de marzo de 2023       | Unseen                                    | Yoko Okumura                       | Paramount Home Entertainment | MGM+                                                                                        |
| 7 de julio de 2023       | Insidious: The Red Door                   | Patrick Wilson                     | Sony Pictures Releasing      | Stage 6 Films Screen Gems                                                                   |
| 4 de agosto de 2023      | The Passenger                             | Carter Smith                       | Paramount Home Entertainment | MGM+                                                                                        |
| 6 de octubre de 2023     | Totally Killer                            | Nahnatchka Khan                    | Amazon Studios               | MGM+ Divide/Conquer                                                                         |
| 6 de octubre de 2023     | The Exorcist: Believer                    | David Gordon Green                 | Universal Pictures           | Morgan Creek Entertainment Rough House Pictures                                             |
| 27 de octubre de 2023    | Five Nights at Freddy's                   | Emma Tammi                         | Universal Pictures           | Scott Cawthon Productions Striker Entertainment                                             |
| 5 de enero de 2024       | Night Swim                                | Bryce McGuire                      | Universal Pictures           | Atomic Monster Productions                                                                  |
| 8 de marzo de 2024       | Imaginary                                 | Jeff Wadlow                        | Lionsgate                    | Tower of Babble                                                                             |
| 30 de agosto de 2024     | Afraid                                    | Chris Weitz                        | Sony Pictures Releasing      | Columbia Pictures Depth of Field                                                            |
| 13 de septiembre de 2024 | Speak No Evil                             | James Watkins                      | Universal Pictures           |                                                                                             |
| 3 de octubre de 2024     | House of Spoils                           | Bridget Savage Cole Danielle Krudy | Amazon Studios               | Divide/Conquer Secret Engine                                                                |
| 17 de enero de 2025      | Wolf Man                                  | Leigh Whannell                     | Universal Pictures           | Cloak & Co.                                                                                 |
| 28 de marzo de 2025      | The Woman in the Yard                     | Jaume Collet-Serra                 | Universal Pictures           | Homegrown Pictures Ombra Films                                                              |
| 11 de abril de 2025      | Drop                                      | Christopher Landon                 | Universal Pictures           | Platinum Dunes                                                                              |
| 27 de junio de 2025      | M3GAN 2.0                                 | Gerard Johnstone                   | Universal Pictures           | Atomic Monster Productions                                                                  |

### Próximos estrenos
| Lanzamiento              | Título                           | Director                              | Distribución            | Coproducida por                                          |
| ------------------------ | -------------------------------- | ------------------------------------- | ----------------------- | -------------------------------------------------------- |
| 19 de septiembre de 2025 | The Lost Bus                     | Paul Greengrass                       | Apple TV+               | Apple Studios Comet Films                                |
| 17 de octubre de 2025    | Black Phone 2                    | Scott Derrickson                      | Universal Pictures      | Crooked Highway                                          |
| 30 de octubre de 2025    | No me sigas                      | Ximena García Lecuona Eduardo Lecuona | Cinépolis Distribución  | Maligno Gorehouse Wild Sheep Content Edge Films          |
| 5 de diciembre de 2025   | Five Nights at Freddy's 2        | Emma Tammi                            | Universal Pictures      | Scott Cawthon Productions                                |
| 2 de enero de 2026       | SOULM8TE                         | Kate Dolan                            | Universal Pictures      | Atomic Monster Productions                               |
| 13 de marzo de 2026      | Película sin título              | N/A                                   | Universal Pictures      |                                                          |
| 17 de abril de 2026      | The Mummy                        | Lee Cronin                            | Warner Bros. Pictures   | New Line Cinema Atomic Monster Productions Doppelgängers |
| 8 de mayo de 2026        | Other Mommy                      | Rob Savage                            | Universal Pictures      | Atomic Monster Productions Spin a Black Yarn             |
| 21 de agosto de 2026     | Película sin título de Insidious | Jacob Chase                           | Sony Pictures Releasing | Screen Gems                                              |
| 9 de octubre de 2026     | Película sin título              | N/A                                   | Universal Pictures      |                                                          |

### Sin fecha de estreno
| Lanzamiento           | Título              | Director | Distribución          | Coproducida por |
| --------------------- | ------------------- | -------- | --------------------- | --------------- |
| N/A                   |                     |          |                       |                 |
| Absolute Dominion     | Lexi Alexander      | Netflix  |                       |                 |
| Boogeyman Pop         | Brad Michael Elmore | N/A      |                       |                 |
| Help                  | Alan B. McElroy     | N/A      | Tyler Perry Studios   |                 |
| Merrily We Roll Along | Richard Linklater   | N/A      | Detour Filmproduction |                 |

### En temprano desarrollo
- The Thing (basada en Frozen Hell)
- Creep 3
- Spawn
- Magic 8 Ball
- Happy Death Day 3
- Christine
- Dead By Daylight
- Five Nights at Freddy’s 3

### Documentales
| Año  | Documental                                       | Director(es)                                 | Estreno                 |
| ---- | ------------------------------------------------ | -------------------------------------------- | ----------------------- |
| 2006 | Stagedoor                                        | Alexandra Shiva                              | 17 de mayo de 2006      |
| 2015 | How to Dance in Ohio                             | Alexandra Shiva                              | 19 de octubre de 2015   |
| 2017 | Election Day: Lens Across America                | Henry Jacobson Emma Tammi                    | 10 de enero de 2017     |
| 2017 | Alive and Kicking                                | Susan Glatzer                                | 31 de marzo de 2017     |
| 2018 | This Is Home: A Refugee Story                    | Alexandra Shiva                              | 30 de marzo de 2018     |
| 2018 | Bathtubs Over Broadway                           | Dava Whisenant                               | 23 de noviembre de 2018 |
| 2019 | Liberty: Mother of Exiles                        | Fenton Bailey Randy Barbato                  | 10 de octubre de 2019   |
| 2020 | Kill Chain: The Cyber War on America's Elections | Simon Ardizzone Russell Michaels Sarah Teale | 26 de marzo de 2020     |
| 2020 | A Secret Love                                    | Chris Bolan                                  | 29 de abril de 2020     |

### Cortometrajes
| Año  | Cortometraje             | Director            | Estreno               | Género |
| ---- | ------------------------ | ------------------- | --------------------- | ------ |
| 2013 | Whiplash                 | Damien Chazelle     | 11 de enero de 2013   | Drama  |
| 2015 | Fifteen: Periscope Movie | Gavin Michael Booth | 22 de octubre de 2015 | Terror |

### Documentales
| Año  | Documental                                       | Director(es)                                 | Estreno                 |
| ---- | ------------------------------------------------ | -------------------------------------------- | ----------------------- |
| 2006 | Stagedoor                                        | Alexandra Shiva                              | 17 de mayo de 2006      |
| 2015 | How to Dance in Ohio                             | Alexandra Shiva                              | 19 de octubre de 2015   |
| 2017 | Election Day: Lens Across America                | Henry Jacobson Emma Tammi                    | 10 de enero de 2017     |
| 2017 | Alive and Kicking                                | Susan Glatzer                                | 31 de marzo de 2017     |
| 2018 | This Is Home: A Refugee Story                    | Alexandra Shiva                              | 30 de marzo de 2018     |
| 2018 | Bathtubs Over Broadway                           | Dava Whisenant                               | 23 de noviembre de 2018 |
| 2019 | Liberty: Mother of Exiles                        | Fenton Bailey Randy Barbato                  | 10 de octubre de 2019   |
| 2020 | Kill Chain: The Cyber War on America's Elections | Simon Ardizzone Russell Michaels Sarah Teale | 26 de marzo de 2020     |
| 2020 | A Secret Love                                    | Chris Bolan                                  | 29 de abril de 2020     |

## Blumhouse Television
| Año           | Título                                        | Estreno                 | Creador(es)                        | Notas                          |
| ------------- | --------------------------------------------- | ----------------------- | ---------------------------------- | ------------------------------ |
| 2012          | The River                                     | 7 de febrero de 2012    | Oren Peli Michael R. Perry         | Serie de televisión            |
| 2013          | Stranded                                      | 27 de febrero de 2013   | Josh Gates                         | Serie de televisión            |
| 2014          | Ascension                                     | 15 de diciembre de 2014 | Damion Black Phillip Levens Adrian | Miniserie                      |
| 2015          | Eye Candy                                     | 12 de enero de 2015     | Christian Taylor                   | Serie de televisión            |
| 2015          | The Jinx: The Life and Deaths of Robert Durst | 8 de febrero de 2015    | Andrew Jarecki                     | Documental                     |
| 2015          | Real Scares                                   | 13 de abril de 2015     | N/A                                | Serie web                      |
| 2015-2016     | Hellevator                                    | 21 de octubre de 2015   | N/A                                | Serie de televisión            |
| 2015          | #15SecondScare                                | 22 de octubre de 2015   | N/A                                | Serie web                      |
| 2015          | South of Hell                                 | 27 de noviembre de 2019 | Matt Lambert                       | Serie de televisión            |
| 2016          | Judgment Day: Prison or Parole?               | 22 de mayo de 2016      | Joe Berlinger                      | Serie de televisión            |
| 2016          | 12 Deadly Days                                | 12 de diciembre de 2016 | Joe Cullari Jennifer Raite         | Miniserie                      |
| 2017          | Cold Case Files                               | 27 de febrero de 2017   | N/A                                | Documental Reality             |
| 2018          | Sharp Objects                                 | 8 de julio de 2018      | Marti Noxon                        | Miniserie                      |
| 2018-presente | Sacred Lies                                   | 27 de julio de 2018     | Raelle Tucker                      | Serie de televisión            |
| 2018          | Ghoul                                         | 24 de agosto de 2018    | Patrick Graham                     | Miniserie                      |
| 2018-2019     | The Purge                                     | 4 de septiembre de 2018 | James DeMonaco                     | Serie de televisión            |
| 2018-presente | Into the Dark                                 | 5 de octubre de 2018    | N/A                                | Serie de televisión            |
| 2019          | Smiley Face Killers: The Hunt For Justice     | 19 de enero de 2019     | Allison Dammann                    | Serie de televisión            |
| 2019          | The Loudest Voice                             | 30 de junio de 2019     | Tom McCarthy                       | Miniserie                      |
| 2019          | No One Saw a Thing                            | 1 de agosto de 2019     | Avi Belkin                         | Serie de televisión Documental |
| 2020          | Betaal                                        | 24 de mayo de 2020      | Patrick Graham                     | Miniserie                      |

### Próximos proyectos
| Año  | Título                | Estreno                  | Creador(es)                                     | Notas               |
| ---- | --------------------- | ------------------------ | ----------------------------------------------- | ------------------- |
| 2020 | A Wilderness of Error | 25 de septiembre de 2020 | Andrew Jarecki Marc Smerling Zac Stuart-Pontier | Documental          |
| 2020 | The Good Lord Bird    | 4 de octubre de 2020     | Ethan Hawke Mark Richard                        | Miniserie           |
| TBA  | Scare Tactics         | TBA                      | Scott Hallock Kevin Healey                      | Serie de televisión |
| TBA  | Run for Your Life     | TBA                      | Chris Cullari Jennifer Raite                    | Serie de televisión |
| TBA  | Upgrade               | TBA                      | Leigh Whannell Tim Walsh                        | Serie de televisión |

## Blumhouse Games
Blumhouse Games es una división de Blumhouse Productions que produce videojuegos de terror originales.
La división de juegos se centra en proyectos de presupuesto independiente con costos de producción inferiores a 10 millones de dólares.
En noviembre de 2023, Blumhouse Games contrató a Jo Lammert como líder de producción y a Clint Brewer como director técnico.

## Blumhouse Books
Blumhouse Books es una editorial especializada en novelas de terror. Fue fundada en 2014 como una subsidiaria de Blumhouse 

### Novelas publicadas por Blumhouse Books
1. Final Cuts
2. Bad Man
3. Happy Death Day & Happy Death Day 2U
4. Hark! The Herald Angels Scream
5. Meddling Kids
6. Haunted Nights
7. Feral
8. The Apartment
9. The Blumhouse Book of Nightmares

## Libros
| Año  | Libro                                                          | Autor                       | Fecha de publicación  |
| ---- | -------------------------------------------------------------- | --------------------------- | --------------------- |
| 2015 | The Blumhouse Book of Nightmares: The Haunted City             | Various Authors             | 7 de julio de 2015    |
| 2016 | The Apartment                                                  | S.L. Grey                   | 4 de octubre de 2016  |
| 2017 | Feral                                                          | James DeMonaco B.K. Evenson | 4 de abril de 2017    |
| 2017 | Meddling Kids                                                  | Edgar Cantero               | 11 de julio de 2017   |
| 2017 | Haunted Nights                                                 | Various Authors             | 3 de octubre de 2017  |
| 2018 | This Body's Not Big Enough for Both of Us                      | Edgar Cantero               | 31 de julio de 2018   |
| 2018 | Bad Man                                                        | Dathan Auerbach             | 7 de agosto de 2018   |
| 2018 | Hark! The Herald Angels Scream                                 | Various Authors             | 23 de octubre de 2018 |
| 2019 | Happy Death Day & Happy Death Day 2U                           | Aaron Hartzler              | 19 de febrero de 2019 |
| 2020 | The Invisible Man                                              | Leigh Whannell              | 4 de febrero de 2020  |
| 2020 | Final Cuts: New Tales of Hollywood Horror and Other Spectacles | Various Artists             | 2 de junio de 2020    |

## Cómics
| Ano  | Cómic(s)   | Autor(es)    | Fecha de publicación | Género | Notas                            |
| ---- | ---------- | ------------ | -------------------- | ------ | -------------------------------- |
| 2017 | Sleight #1 | Ryan Parrott | 30 de marzo de 2017  | Drama  | Cómic precuela de Sleight (2017) |

## Pódcast
| Año           | Pódcast                      | Anfitrión(es) |
| ------------- | ---------------------------- | --- |
| 2016–presente | Shock Waves                  | Rob Galluzzo, Elric Kane Rebekah McKendry, Ryan Turek                                                                 |
| 2018          | Post Mortem with Mick Garris | Mick Garris |
| 2018—presente | Fear Initiative              | Clarke Wolfe, Morgan Peter Brown, Cara Mandel, Josh Forbes, Megan Duffy, Jeff Seidman, David Ian McKendry, Rob Schrab |
| 2018—presente | Attack of the Queerwolf!     | Michael Kennedy, M.A. Fortin Nay Bever, Brennan Klein                                                                 |
| 2018—presente | The Oval Office Tapes        | R. J. Cutler |
| 2020          | The Mantawauk Caves          | Dan Bush |